# Eriococcus australis
Eriococcus australis är en insektsart som beskrevs av William Miles Maskell 1895. Eriococcus australis ingår i släktet Eriococcus och familjen filtsköldlöss. Inga underarter finns listade i Catalogue of Life.